# Communauté de communes Isle Manoire en Périgord
La communauté de communes Isle Manoire en Périgord est une ancienne communauté de communes française, située dans le département de la Dordogne, en région Aquitaine.

## Historique
Créée à titre transitoire pour une période de cinq ans en 2001 avec dix communes, la communauté de communes s’est élargie successivement avec les adhésions de :
- Marsaneix le 26 décembre 2002,
- Blis-et-Born le 9 décembre 2003,
- Saint-Geyrac en décembre 2004.

Elle prend de nouveaux statuts le 28 décembre 2006 pour une prise d’effet au 31 décembre 2006 avec deux communes supplémentaires (Atur et Saint-Pierre-de-Chignac) issues de la communauté de communes Atur-Saint-Pierre-de-Chignac, par fusion des deux communautés de communes.
Par arrêté no 121329 du 6 décembre 2012, un projet de fusion est envisagé entre la communauté de communes Isle Manoire en Périgord et la communauté d'agglomération périgourdine (CAP). Le 31 décembre 2013, la communauté de communes est dissoute et au 1er janvier 2014, ses quinze communes et celles composant la CAP rejoignent Le Grand Périgueux, nouvelle communauté d'agglomération.

## Composition
De 2007 à 2013, la communauté de communes Isle Manoire en Périgord regroupait quinze communes : Le Change plus quatorze des quinze communes du canton de Saint-Pierre-de-Chignac (seule Notre-Dame-de-Sanilhac en était absente) :
1. Atur
2. Bassillac
3. Blis-et-Born
4. Boulazac
5. Le Change
6. La Douze
7. Eyliac
8. Marsaneix
9. Milhac-d'Auberoche
10. Saint-Antoine-d'Auberoche
11. Saint-Crépin-d'Auberoche
12. Saint-Geyrac
13. Saint-Laurent-sur-Manoire
14. Saint-Pierre-de-Chignac
15. Sainte-Marie-de-Chignac

## Démographie
Au 1er janvier 2013, pour sa dernière année d'existence, la communauté de communes Isle Manoire en Périgord avait une population municipale de 18 215 habitants.

## Politique et administration
| Période       | Période       | Identité      | Étiquette | Qualité                                                                                           |
| ------------- | ------------- | ------------- | --------- | ------------------------------------------------------------------------------------------------- |
| décembre 2001 | décembre 2013 | Jacques Auzou | PCF       | Maire de Boulazac (1988-2015) Conseiller général du canton de Saint-Pierre-de-Chignac (1994-2015) |

## Compétences
L'arrêté préfectoral no 2013252-0004 du 9 septembre 2013 redéfinit les compétences de la communauté de communes :
- Aménagement de l'espace.
- Développement économique.
- Protection et mise en valeur de l'environnement.
- Développement durable.
- Logement et cadre de vie.
- Équipements culturels et sportifs, et d'enseignement préélémentaire et élémentaire.
- Petite enfance.
- Nouvelles technologies de l'information et de la communication (NTIC).

### Sources
- Le SPLAF (Site sur la Population et les Limites Administratives de la France)
- CC Isle Manoire en Périgord, base BANATIC de la Dordogne